# Asplundia allenii
Asplundia allenii är en enhjärtbladig växtart som beskrevs av Barry Edward Hammel. Asplundia allenii ingår i släktet Asplundia och familjen Cyclanthaceae.
Artens utbredningsområde är Panamá. Inga underarter finns listade.